# Гансвинд, Валерия
Валерия Игоревна Гансвинд (эст. Valeria Gansvind 22 ноября 1965, Московская область) — эстонская шахматистка, двукратная чемпионка Эстонии по шахматам, мастер ФИДЕ по шахматам среди женщин.

## Биография
Шахматами занимается с 11 лет. В 1983 году окончила Московскую спортивную школу-интернат. Воспитанница тренера Виктора Буховского. Так как мать Валерии родом из Тарту, то в шахматных соревнованиях представляет Эстонию.
В чемпионатах Эстонии по шахматам завоевала 2 золотые (2006, 2009) и 2 серебряные (2005, 2008) медали.
Три раза представляла Эстонию на Шахматных олимпиадах (2006, 2008, 2010). Работает шахматным тренером. Живёт в Москве, России и Канаде, принимая там участие в шахматных соревнованиях.
Сын Валерии Андрей Калиничев (1986 г. р.) в чемпионате Эстонии по шахматам 2005 года завоевал серебряную медаль, имеет звание мастера ФИДЕ.
| Графики недоступны из-за технических проблем. См. информацию на Фабрикаторе и на mediawiki.org. |